# 舍伍德 (紐約州)
舍伍德（英語：Sherwood）是位於美國紐約州卡尤加縣的非建制地區。

## 歷史
舍伍德的郵局於1822年設立，其後於1914年停運。

## 地理
舍伍德所處的海拔為高於海平面321米（即1053英呎），而該地所採用的時區為UTC-5，即北美东部时区（EST）。同時該地設有夏令時間，為UTC-5調快一小時，即UTC-4（EDT）。